# رودني هدسون
رودني هدسون (بالإنجليزية: Rodney Hudson)‏ هو لاعب كرة قدم أمريكية أمريكي، ولد في 12 يوليو 1989 في موبيل في الولايات المتحدة.

## وصلات خارجية
- رودني هدسون على موقع إي إس بي إن.كوم (أن.أف.أل)3
- رودني هدسون على موقع مرجع كرة القدم المحترفة.كوم (الإنجليزية)